# Canadian Natural Resources
Canadian Natural Resources, «Канадские природные ресурсы» — канадская нефтедобывающая компания. Штаб-квартира расположена в Калгари, провинция Альберта. Компания ведёт разработку битуминозных песков, морскую добычу нефти и газа в территориальных водах Канады, в Северном море и на африканском шельфе.
В списке крупнейших компаний мира Forbes Global 2000 за 2022 год заняла 234-е место (496-е по размеру выручки, 173-е по чистой прибыли, 635-е по активам и 189-е по рыночной капитализации).

## История
Компания была основана 7 ноября 1973 года. В 1989 году начала добычу природного газа в провинции Альберта, а в 1991 году — в провинции Британская Колумбия. В 1993 году компания начала добычу нефти, а в 1996 году — разработку канадских битуминозных песков. В 2000 году была куплена компания Ranger Oil с зарубежными нефтедобывающими активами в Северном море и на шельфе Африки. В 2005 году компания начала реализацию проекта «Горизонт» по разработке битуминозных песков Альберты; стоимость проекта, включая завод по производству синтетической нефти — 10,8 млрд канадских долларов; первая нефть была получена в 2009 году. В 2017—18 годах были куплены канадские активы Shell и Total.

## Деятельность
Доказанные запасы углеводородов на конец 2021 года составляли 12,813 млрд баррелей в нефтяном эквиваленте, из них синтетической нефти (из нефтеносных песков) — 7,0 млрд, битума — 2,63 млрд баррелей.
В 2021 году средний уровень добычи углеводородов составил 1,235 млн баррелей в сутки, из них нефти и газового конденсата — 952 тыс. баррелей (в том числе 448 тыс. баррелей пришлось на нефтеносные пески).